# City Killer
City Killer (titulado: El hombre que mataba a la ciudad o Un amor demoledor en España) es un telefilme estadounidense de suspenso de 1984, dirigido por Robert Michael Lewis, escrito por William Wood, musicalizado por John Rubinstein, en la fotografía estuvo Fred J. Koenekamp y los protagonistas son Gerald McRaney, Heather Locklear y Terence Knox, entre otros. Este largometraje fue producido por Sunrise y The Shpetner Company; se estrenó el 28 de octubre de 1984.

## Sinopsis
Una bella joven es observada desde corta distancia por su examante, pero al poco tiempo, las cosas empiezan a hacerse complejas y a descontrolarse.